# Synpalamides
Synpalamides là một chi bướm đêm thuộc họ Castniidae.

## Các loài tiêu biểu
- Synpalamides chelone  (Hopffer, 1856)
- Synpalamides escalantei  (Miller, 1976)
- Synpalamides orestes  (Walker, 1854)
- Synpalamides phalaris  (Fabricius, 1793)
- Synpalamides rubrophalaris  (Houlbert, 1917)